# Treasurer of the Household
Le Treasurer of the Household (en français « Trésorier de la maison royale ») est un membre de la maison royale au Royaume-Uni. 
Le poste est habituellement occupé par l'un des chefs adjoints whips du gouvernement à la Chambre des communes. Ils étaient membres du conseil d' administration de Green Cloth (Board of Green Cloth) jusqu'à ce qu'il soit aboli par la réforme des licences des collectivités locales en 2004 en vertu de l' article 195 de la loi de 2003 sur les licences (Licensing Act 2003 (en)).
Le poste a pour origine le bureau de Gardien de la garde-robe de la maison et était classé juste après le Lord Steward. Parfois, tel de 1488 à 1503, le bureau a été vacant pendant une période considérable et ses fonctions alors assumées par le Cofferer of the Household (en)). Le bureau était souvent pourvu par la promotion du Comptroller of the Household (en) et était normalement tenu par un roturier (sauf en 1603-1618 et 1641-1645 lorsqu'il fut occupé par des pairs). Le trésorier était automatiquement membre du conseil privé. 
Le rôle est depuis le 5 juillet 2024 occupé par Mark Tami.

## Liste des Trésoriers de la maison royale

### XVesiècle
- John Tiptoft (1er baron Tiptoft) 1406–1408
- Roger Leche (en) 1413–1416 [1]
- Walter Beauchamp 1421–1430
- John Tyrrell mai 1431 – avril 1437
- John Popham 1437–1439
- Roger Fiennes (en) 1439–1446 [2]
- John Stourton 1446–1453
- Thomas Tuddenham (en) 1458
- John Fogge (en) 1461–1468[3]
- John Howard (1er duc de Norfolk) 1468–1474
- John Elrington 1474–1483
- William Hopton 1483–1484
- Richard Croft 1484–1488
- vacant 1488
  - John Payne 1488–1492
  - William Fisher 1492–1494
  - William Cope 1494-? 1508

### XVIesiècle
- Andrew Windsor 1513
- Sir Thomas Lovell 1502 (by)-c. 1519
- Sir Edward Poynings 1519–1521
- Thomas Boleyn 1521–1525
- William FitzWilliam 1525–1537
- William Paulet 1537–1539
- Thomas Cheney (en) 1539–1558
- Thomas Parry 1559–1560
- vacant 1560–1570
- Francis Knollys 1570–1596
- Roger North 1596–1600

### XVIIesiècle
- vacant 1600–1602
- William Knollys 1602–1616
- Edward Wotton 1616–1618
- Thomas Edmondes 1618–1639
- Henry Vane 1639–1641
- Thomas Savile 1641–1649
- Frederick Cornwallis 1660–1663
- Charles Berkeley (2e vicomte Fitzhardinge) 1663–1668
- Thomas Clifford 1668–1672
- Francis Newport (1er comte de Bradford) 1672–1686
- William Paston (2e comte de Yarmouth) 1686–1689
- Francis Newport (1er comte de Bradford) 1689–1708

### XVIIIesiècle
- Hugh Cholmondeley (1er comte de Cholmondeley) 1708–1712
- George Granville 1712–1714
- Hugh Cholmondeley (1er comte de Cholmondeley) 1714–1725
- Paul Methuen 1725–1730
- Robert Benson 1730–1731
- John West (1er comte De La Warr) 1731–1737
- Benjamin Mildmay (1er comte FitzWalter) 1737–1755
- John Berkeley (5e baron Berkeley de Stratton) 1755–1756
- John Bateman (2e vicomte Bateman) 1756–1757
- Percy Wyndham-O'Brien (1er comte de Thomond) 1757–1761
- Henry Herbert (1er comte de Powis) 1761–1765
- George Edgcumbe 1765–1766
- John Shelley 1766–1777
- Frederick Howard 1777–1779
- George Onslow 1779–1780
- James Cecil (1er marquis de Salisbury) 1780–1782
- Thomas Howard (3e comte d'Effingham) 1782–1783
- Charles Francis Greville 1783–1784
- James Stopford (2e comte de Courtown) 1784–1793
- James Stopford (3e comte de Courtown) 1793–1806

### XIXesiècle
- Charles Augustus Bennet (5e comte de Tankerville) 1806–1807
- James Stopford (3e comte de Courtown) 1807–1812
- Robert Jocelyn (3e comte de Roden) 1812
- Charles Bentinck 1812–1826
- William Henry Fremantle 1826–1837
- Henry Howard (13e duc de Norfolk) 1837–1841
- George Byng 1841
- Frederick Hervey (2e marquis de Bristol) 1841–1846
- Robert Grosvenor (1er baron Ebury) 1846–1847
- Marcus Sandys (3e baron Sandys) 1847–1852
- Claud Hamilton 1852
- George Phipps 1853–1858
- Claud Hamilton 1858–1859
- William Keppel (7e comte d'Albemarle) 1859–1866
- Otho FitzGerald 1866
- William Cecil (3e marquis d'Exeter) 1866–1867
- Percy Egerton Herbert 1867–1868
- George Warren (2e baron de Tabley) 1868–1872
- Augustus Bampfylde (2e baron Poltimore) 1872–1874
- William Monson (1er vicomte Oxenbridge) 1874
- Henry Percy (7e duc de Northumberland) 1874–1875
- Henry Thynne 1875–1880
- Gavin Campbell (1er marquis de Breadalbane) 1880–1885
- William Pleydell-Bouverie (5e comte de Radnor) 1885–1886
- Victor Bruce (9e comte d'Elgin) 1886
- William Pleydell-Bouverie (5e comte de Radnor) 1886–1891
- Walter Gordon-Lennox 1891–1892
- Edwyn Scudamore-Stanhope (10e comte de Chesterfield) 1892–1894
- Arthur Brand 1894–1895
- George Osborne (10e duc de Leeds) 1895–1896
- Richard Curzon (4e comte Howe) 1896–1900

### XXesiècle
- Victor Cavendish 1900–1903
- James Hamilton (3e duc d'Abercorn) 1903–1905
- Edward Strachey (1er baron Strachie) 1905–1909
- William Dudley Ward 1909–1912
- Frederick Edward Guest 1912–1915
- James Hope (1er baron Rankeillour) 1915–1916
- James Craig 1916–1918
- vacant janvier-juin 1918
- Robert Sanders (1er baron Bayford) 1918–1919
- Bolton Eyres-Monsell 1919–1921
- George Gibbs 1921–1924
- Thomas Griffiths 1924
- George Gibbs 1924–1928
- George Hennessy (1er baron Windlesham) 1928–1929
- Ben Smith 1929–1931
- George Hennessy (1er baron Windlesham) 1931
- Frederick Thomson (1er baronnet) 1931–1935
- George Penny (1er vicomte Marchwood) 1935–1937
- Lambert Ward 1937
- Arthur Hope 1937–1939
- Charles Waterhouse 1939
- Robert Grimston (1er baron Grimston de Westbury) 1939–1942
- James Edmondson (1er baron Sandford) 1942–1945
- George Mathers (1er baron Mathers) 1945–1946
- Arthur Pearson 1946–1951
- Cedric Drewe 1951–1955
- Tam Galbraith 1955–1957
- Hendrie Oakshott 1957–1959
- Peter Legh (4e baron Newton) 1959–1960
- Edward Wakefield 1960–1962
- Michael Hughes-Young 1962–1964
- Sydney Irving 1964–1966
- John Silkin 1966
- Charles Grey 1966–1969
- Charles Morris 1969–1970
- Humphrey Atkins 1970–1973
- Bernard Weatherill 1973–1974
- Walter Harrison 1974–1979
- John Stradling Thomas 1979–1983
- Anthony Berry 1983
- John Cope (baron Cope de Berkeley) 1983–1987
- David Hunt (baron Hunt de Wirral) 1987–1989
- Tristan Garel-Jones 1989–1990
- Alastair Goodlad 1990–1992
- David Heathcoat-Amory 1992–1993
- Greg Knight 1993–1996
- Andrew MacKay 1996–1997
- George Mudie 1997–1998
- Keith Bradley 1998–2001

### XXIesiècle
| Portrait    | Portrait            | Nom              | Mandat           | Mandat         | Parti        | Premier ministre | Premier ministre |
| ----------- | ------------------- | ---------------- | ---------------- | -------------- | ------------ | ---------------- | ---------------- |
|             |                     | Keith Hill       | 8 juin 2001      | 23 juin 2003   | Travailliste |                  | Tony Blair       |
|             | Bob Ainsworth       | 13 juin 2003     | 28 juin 2007     |                | Travailliste |                  | Tony Blair       |
|             | Nick Brown          | 28 juin 2007     | 3 octobre 2008   |                | Travailliste | Gordon Brown     |                  |
|             | Tommy McAvoy        | 5 octobre 2008   | 11 mai 2010      |                | Travailliste | Gordon Brown     |                  |
|             |                     | John Randall     | 11 mai 2010      | 3 octobre 2013 | Conservateur |                  | David Cameron    |
|             | Greg Hands          | 7 octobre 2013   | 11 mai 2015      |                | Conservateur |                  | David Cameron    |
|             | Anne Milton         | 11 mai 2015      | 12 juin 2017     |                | Conservateur |                  | David Cameron    |
| Theresa May | Anne Milton         | 11 mai 2015      | 12 juin 2017     |                | Conservateur |                  |                  |
|             | Julian Smith        | 13 juin 2017     | 2 novembre 2017  |                | Conservateur |                  |                  |
|             | Esther McVey        | 2 novembre 2017  | 9 janvier 2018   |                | Conservateur |                  |                  |
|             | Christopher Pincher | 9 janvier 2018   | 25 juillet 2019  |                | Conservateur |                  |                  |
|             | Amanda Milling      | 28 juillet 2019  | 13 février 2020  | Boris Johnson  | Conservateur |                  |                  |
|             | Stuart Andrew       | 13 février 2020  | 8 février 2022   | Boris Johnson  | Conservateur |                  |                  |
|             | Christopher Pincher | 8 février 2022   | 30 juin 2022     | Boris Johnson  | Conservateur |                  |                  |
|             | Kelly Tolhurst      | 1er juillet 2022 | 7 septembre 2022 | Boris Johnson  | Conservateur |                  |                  |
|             | Craig Whittaker     | 8 septembre 2022 | 27 octobre 2022  | Liz Truss      | Conservateur |                  |                  |
|             | Marcus Jones        | 27 octobre 2022  | 5 juillet 2024   | Rishi Sunak    | Conservateur |                  |                  |
|             |                     | Mark Tami        | 5 juillet 2024   | en cours       | Travailliste |                  | Keir Starmer     |